# 西蒙·希達隆
西蒙·希達隆（瑞典語：Simon Hedlund；1993年3月11日—）是一位瑞典足球運動員。在場上的位置是前鋒。他現在效力於瑞典足球超級聯賽球隊艾夫斯堡體育會。他也代表瑞典國家足球隊參賽。